# 国王楼梯

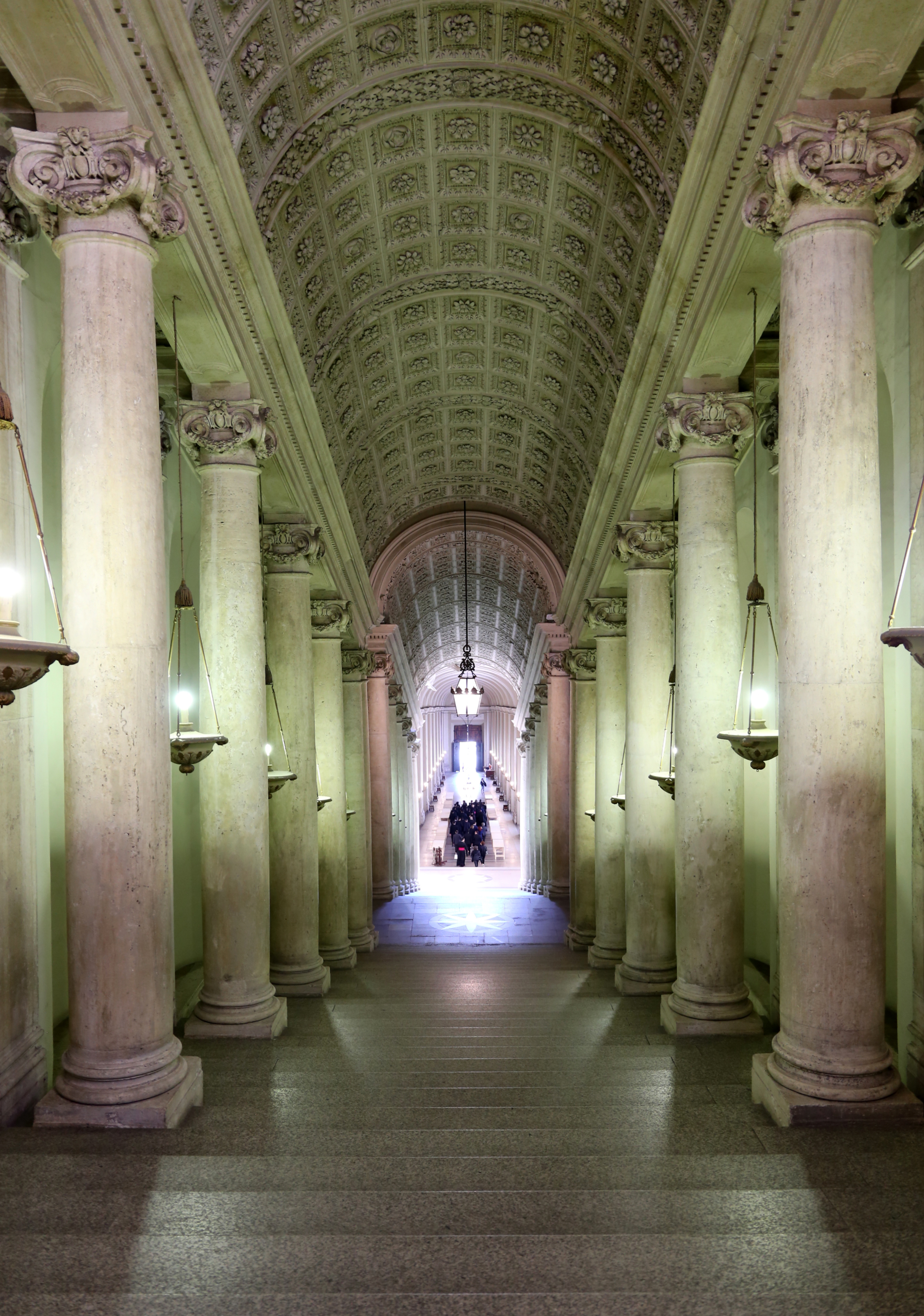
国王樓梯

国王楼梯（義大利語：Scala Regia；拉丁語發音：[ˈskala ˈredʒi.a], 義大利語：[ˈskaːla ˈrɛːdʒa]）是梵蒂冈的楼梯，是梵蒂冈正式入口的一部分。
宗座宮的正式入口是圣伯多禄广场北侧的铜门（Portone di Bronzo），门内的国王阶梯，通往国王厅，然后再到达西斯汀小堂和保禄小堂。
国王楼梯由小安东尼奥·达·桑加罗建于16世纪初，由吉安·洛伦佐·贝尼尼于1663年至1666年修复。
国王楼梯的所在地，是教堂和宫殿之间相对狭窄的一小块形状不规则的土地。贝尼尼使用了一些典型巴洛克的戏剧性效果，以提升这个进入梵蒂冈的入口。楼梯本身采用桶状拱顶列柱的形式，在景观的尽头必然变窄，夸大了距离。教宗亚历山大七世的纹章在起点拱门的上方，拱門两侧是两个雕刻的天使。

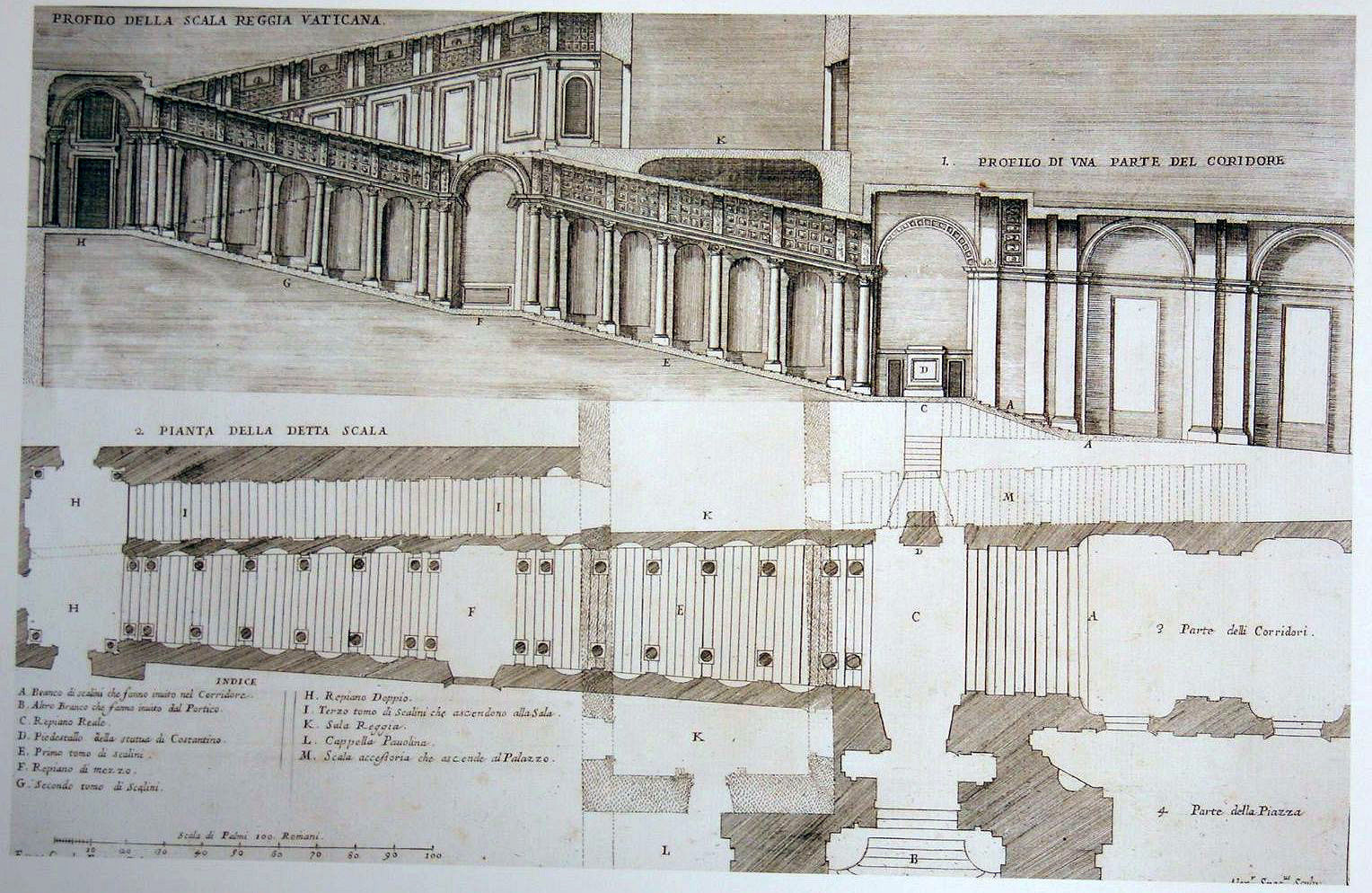
国王楼梯的规划

在楼梯的底部，放置了贝尼尼的罗马皇帝君士坦丁大帝骑马雕像。表现在米尔维安大桥战役之前，在罗马以北台伯河边的萨萨·鲁布拉，君士坦丁看到的异兆，包括十字架和“你必以此而胜”（In Hoc Signo Vinces）。在君士坦丁雕像旁的一扇窗下，有写着这句话的一条丝带，和一个十字架。皇帝和其他君主，在向教宗表示敬意后，沿国王楼梯而下，会看到这句话，想起君士坦丁的异兆，提醒他们跟随十字架。贝尼尼的君士坦丁雕像，骑在马背上的君士坦丁表现出敬畏，因为他意识到，只有借助基督的力量，他才会获胜。这一主题经常在梵蒂冈的艺术品中反复出现，如朱利奥·罗曼诺的湿壁画《米尔维安桥之战》，位于君士坦丁大厅（Sala di Costantino）；亚历山德罗·阿尔加迪的大理石浮雕《阿提拉的逃逸》，位于圣伯多禄大殿。
教宗克勉九世后来在圣伯多禄大殿的对面门廊中安装了一尊查理曼雕像，与君士坦丁雕像呼应。